# Резня в Марате, Санталарисе и Алоде
Резня в Марате, Санталарисе и Алоде (греч. Σφαγή της Μαράθας, του Σανταλάρη και της Αλόας, тур. Muratağa, Sandallar ve Atlılar katliamı) — массовые убийства турок-киприотов членами ЭОКА-Б, военизированной группировки греков-киприотов. 14 августа 1974 года, в период турецкого вторжения на Кипр, в деревнях Марата, Санталарис было убито 89 (по другим данным 84) человек, а в Алоде — 37. Общее количество жертв составило 126 убитых. Резня произошла в один день с началом второго этапа турецкого вторжения и другими массовыми убийствами.

## Предыстория
Согласно переписи 1960 года, жители всех трёх деревень были исключительно турками-киприотами. Общая численность населения Мараты и Санталариса составляла 207 человек. К 1973 году число жителей всех трёх деревень увеличилась до 270 человек, из них 124 проживало в Марате, 100 — в Санталарисе и 46 — в Алоде. В июле 1974 года, после начала первого этапа турецкого вторжения на Кипр, все мужчины боеспособного возраста были отправлены в качестве военнопленных в лагеря для интернированных в Фамагусте, а оттуда переведены в Лимасол.

## Резня

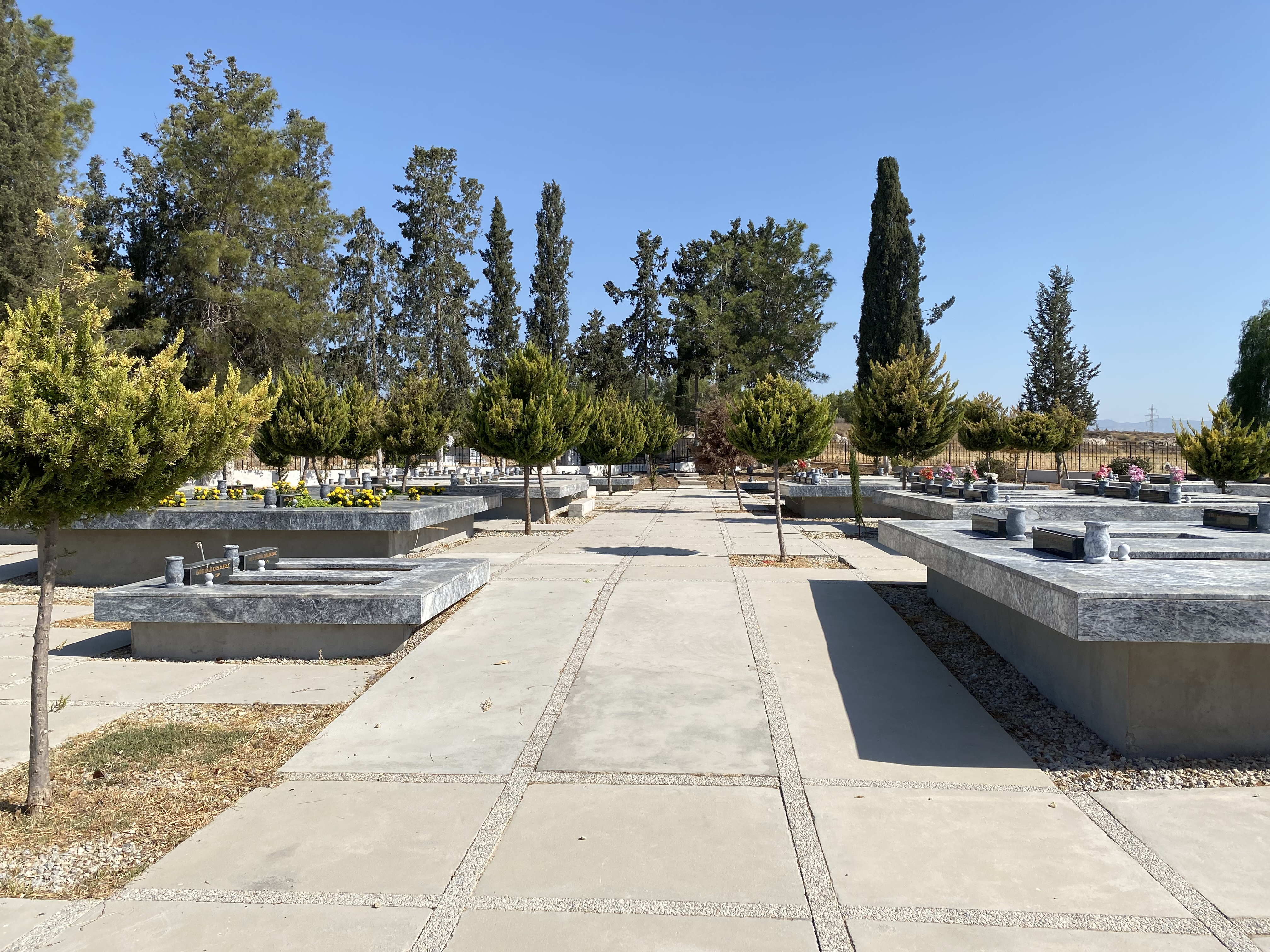
Кладбище, где похоронены жертвы резни в Марате. В 2010-х годов останки захороненных в братской могиле жертв были эксгумированы и захоронены по отдельности.

20 июля 1974 года мужчины из этих деревень были арестованы членами ЭОКА-Б и отправлены в Лимасол. После этого, согласно свидетельствам, приведённым журналисткой Севгюль Улудаг, туда пришли члены ЭОКА-Б из соседнего села Перистеронопиги. Они напились в лагере, который они обустроили в деревенской кофейне, стреляли в воздух и впоследствии изнасиловали множество местных женщин и молодых девушек. Позже сексуальному насилию подвергнулись и мальчики, бесчинства продолжалось до 14 августа 1974 года. В тот день начался второй этап вторжения турецкой армии на Кипр, и члены ЭОКА-Б решили не оставлять свидетелей, перебив всё население, которое тогда было в этих деревнях.
В Марате и Санталарисе было убито 84-89 человек. Имам Мараты утверждал, что до резни в деревне проживало 90 человек, а после неё осталось только шесть. Убивали даже пожилых людей и детей. Только три человека смогли спастись от резни в Алоде. Трупы жителей всех трёх деревень закапывали в братские могилы с помощью бульдозера. Жители Мараты и Санталариса были похоронены в одной могиле.
Ассошиэйтед Пресс описывал трупы как «настолько изуродованные и разложившиеся, что они рассыпались на куски, когда солдаты поднимали их из мусора лопатами». По сообщению издания Milliyet, части тел жертв были отрублены, а при расправе над ними использовалось как холодное оружие, так и пулемёты.
По словам кипрско-греческого писателя и исследователя Тони Ангастиниотиса, как минимум один из преступников говорил на материковом греческом акценте, что свидетельствовало о том, что он был греческим офицером.

## Реакции
Организация Объединённых Наций охарактеризовала эту резню как преступление против человечности, заявив, что оно «представляет собой ещё одно преступление против человечности, совершённое боевиками из числа греков и греков-киприотов». Об этом массовом убийстве рассказывали и международные СМИ, в том числе The Guardian и The Times.
Рауф Денкташ отложил начало своих переговоров с греками-киприотами после обнаружения братской могилы жертв этой резни.